# Javon Baumann
Javon Baumann (* 5. November 1992) ist ein deutscher Basketballspieler.

## Laufbahn
Baumann stammt aus Solms im Lahn-Dill-Kreis. Er ging in Wetzlar zur Schule und spielte beim MTV 1846 Gießen. In der Saison 2010/11 bestritt er für die Gießen 46ers eine Partie in der Basketball-Bundesliga, 2011/12 spielte er für die Licher BasketBären in der 2. Bundesliga ProB.
2012 ging er in die Vereinigten Staaten, um an der Saint Joseph’s University (Bundesstaat Pennsylvania) Leistungssport und Studium zu verbinden. In der Saison 2012/13 nahm er nicht am Spielbetrieb teil, im Anschluss an das Spieljahr 2013/14 teilte sich Baumann mit seinem Mannschaftskameraden Chris Wilson die Auszeichnung als derjenige Spieler, der sich im Laufe der Saison am meisten weiterentwickelt hat. In der Saison 2014/15 stand er in 30 Spielen in der Startformation und blockte im Laufe der Spielzeit 39 gegnerische Würfe – das war Mannschaftsbestwert. Überhaupt war jene Saison den statistischen Werten zufolge die beste seiner College-Laufbahn: Er erzielte 3,6 Punkte sowie 3,7 Rebounds pro Spiel. In der Offensive blieb Baumann im Trikot von Saint Joseph’s meist unauffällig: Bis zum Ende der Saison 2016/17 spielte er exakt 100 Partien für die Uni-Mannschaft und kam auf durchschnittlich 2,3 Punkte pro Einsatz.
Ende Mai 2017 wurde Baumann von Phoenix Hagen aus der 2. Bundesliga ProA unter Vertrag genommen. Baumann spielte bis zu seinem Abschied aus dem Leistungssport im Jahr 2022 für die Hagener. Er bestritt 135 Zweitliga-Spiele für die Mannschaft, in denen er im Durchschnitt 5 Punkte und 3,8 Rebounds erzielte. Im Vorfeld der Spielzeit 2024/25 kehrte Baumann in den leistungsbezogenen Basketballsport zurück und schloss sich dem Regionalligisten BBA Hagen an.